# Atempa (Veracruz)
Atempa es una congregación del municipio de Ilamatlán ubicado en la región de la Huasteca Baja del estado mexicano de Veracruz.

## Geografía
La localidad de Atempa se sitúa en las coordenadas geográficas 20°45′16″N 98°24′53″O / 20.754444, -98.414722, a una elevación de 420 metros sobre el nivel del mar.

## Demografía
Según el Conteo de Población y Vivienda 2020, efectuado por el Instituto Nacional de Estadística y Geografía, la localidad de Atempa tiene 552 habitantes, de los cuales 280 son del sexo masculino y 552 del sexo femenino. La tasa de fecundidad es de 2.75 hijos por mujer y tiene 160 viviendas particulares habitadas.
| Gráfica de evolución demográfica de Atempa entre 1900 y 2020 |
|                                                              |
| INEGI.                                                       |